# Stygothelphusa bidiensis
Stygothelphusa bidiensis is een krabbensoort uit de familie van de Gecarcinucidae. De wetenschappelijke naam van de soort is voor het eerst geldig gepubliceerd in 1900 door Lanchester.